# Cosimo Caliandro
Cosimo Caliandro (* 11. März 1982 in Francavilla Fontana; † 10. Juni 2011 ebenda) war ein italienischer Mittel- und Langstreckenläufer.

## Leben
2001 wurde Caliandro Junioren-Europameister über 1500 m. 2004 belegte er bei den Crosslauf-Weltmeisterschaften in Brüssel auf der Kurzstrecke den 44. Platz. 2005 und 2006 wurde er in der Halle nationaler Meister über 3000 m, 2006 im Freien über 5000 m.
Bei den Leichtathletik-Halleneuropameisterschaften 2007 in Birmingham siegte er über 3000 m. 2010 wurde er Vierter bei Roma – Ostia.
2011 kam er ums Leben, als er auf seinem Motorrad frontal mit einem Auto zusammenprallte. Der Athlet mit dem Spitznamen „Mimmo“ hinterließ eine Ehefrau und zwei Söhne.
Cosimo Caliandro war 1,84 m groß und wog 62 kg. Er wurde von Stefano Cecchini trainiert und startete für Fiamme Gialle.

## Persönliche Bestzeiten
- 800 m: 1:51,50 min, 15. Mai 2005, Rom
- 1500 m: 3:40,57 min, 6. August 2004, Zürich
- 3000 m: 7:56,86 min, 21. Juli 2007, Olbia
  - Halle: 7:48,88 min, 3. Februar 2007, Stuttgart
- 5000 m: 13:50,97 min, 7. Juli 2006, Turin
- Halbmarathon: 1:02:41 h, 28. Februar 2010, Ostia